# Julius Albert Licht
Julius Albert Licht (ur. 25 czerwca 1821 w Gieshof koło Wrietzen, zm. 28 stycznia 1898 w Wiesbaden) – niemiecki architekt.

## Życiorys
Inżynier budownictwa lądowego i wodnego, specjalista w dużych budowlach o drewnianej konstrukcji. W latach 1856–1893 architekt miejski w Gdańsku. Nadzorował lub projektował budowę w mieście systemu kanalizacyjnego i wodociągowego, brukowania ulic i chodników. Był także odpowiedzialny za budowę linii tramwajów konnych, szpitali oraz miejskiej rzeźni.
W 1871 wybudowano zaprojektowany przez Lichta gmach teatru, który w 1933 roku spłonął w pożarze.
Za wkład w rozwój życia gospodarczego Rada Miejska Gdańska nadała mu w chwili przejścia na emeryturę 31 stycznia  1893 tytuł Honorowego Obywatela Miasta Gdańska.